# Campitello di Fassa
Campitello di Fassa – miejscowość i gmina we Włoszech, w regionie Trydent-Górna Adyga, w prowincji Trydent.
Według danych na rok 2004 gminę zamieszkiwały 732 osoby, 29,3 os./km².